# 이브 (가수)
이브 (Eve, 본명: Eve Jihan Jeffers, 1978년 11월 10일 ~ )는 미국의 래퍼이다. 대표곡으로 그웬 스테파니와 함께한 Let Me Blow Ya Mind, 앨리샤 키스와 함께한 Gangsta Lovin' 등이 있다.